# Фрайлассинг
Фрайлассинг (нем. Freilassing) — город и городская община в Германии, в земле Бавария.
Подчинён административному округу Верхняя Бавария. Входит в состав района Берхтесгаденер-Ланд. Население составляет 15 936 человек (на 31 декабря 2010 года). Занимает площадь 14,79 км². Региональный шифр — 09 1 72 118. Местные регистрационные номера транспортных средств (коды автомобильных номеров) (нем. Kraftfahrzeugkennzeichen) — BGL.
C сентября 2015 года Фрайлассинг является «воротами» для беженцев из Ближнего Востока желающих попасть в ФРГ.

## Население
По оценке на 31 декабря 2015 года население общины составляет 16 522 человек.
| Дата      | 1840 | 1871 | 1900 | 1925 | 1939 | 1950 | 1961 | 1970  | 1987  | 2011  |
| --------- | ---- | ---- | ---- | ---- | ---- | ---- | ---- | ----- | ----- | ----- |
| Население | 774  | 926  | 1687 | 3724 | 4829 | 7214 | 9322 | 11382 | 13451 | 15799 |

| Год       | 1960 | 1970  | 1980  | 1990  | 2000  | 2009  | 2010  | 2011  | 2012  | 2013  | 2014  | 2015  |
| --------- | ---- | ----- | ----- | ----- | ----- | ----- | ----- | ----- | ----- | ----- | ----- | ----- |
| Население | 9192 | 11466 | 12848 | 14156 | 15412 | 15889 | 15936 | 15838 | 15970 | 16074 | 16194 | 16522 |

## Экономика
Во Фрайлассинге расположены производственные предприятия ROBEL Bahnbaumaschinen GmbH (нем., строительно-дорожные машины), Kiefel GmbH (машиностроение), FRIMO Freilassing GmbH (нем., машиностроение), Heinze, Schnitzer Motorsport, Hawle (арматура), Wiberg (нем.), Max Aicher GmbH (строительство). 